# 皱叶委陵菜
皱叶委陵菜（学名：Potentilla ancistrifolia）为蔷薇科委陵菜属的植物。分布在俄罗斯、朝鲜以及中国大陆的西藏、四川、云南等地，生长于海拔300米至2,400米的地区，见于岩石缝中、生山坡草地、多砂砾地和灌木林下，目前尚未由人工引种栽培。

## 别名
钩子委陵菜（中国高等植物图鉴）

## 异名
- Potentilla ancistrifolia Bunge var. concolor Liou et C. Y. Li
- Potentilla ancistrifolia Bunge var. dickinsii (Franch. et Sav.) Koidz.
- Potentilla ancistrifolia Bunge var. tomentosa Liou et Y. Y. Li